# Custer (Idaho)
Custer ist eine Ortslage im Custer County, Idaho und liegt am Yankee Fork Salmon River im Salmon-Challis National Forest. Die ehemalige Goldgräberstadt ist heute ein Freilichtmuseum und nicht mehr bewohnt.
Custer entstand 1879 in der Nähe der nach George Armstrong Custer benannten General Custer Mine, die wiederum dem County seinen Namen gab. Die Geschichte des Ortes ist eng mit der Siedlung Bonanza einige Kilometer flussabwärts verbunden. Bis zur Jahrhundertwende profitierten beide Orte vom Goldbergbau, 1986 lebten etwa 600 Menschen in Custer. Es gab dort ein Postamt, ein Hotel und eine Herberge, mehrere Ladengeschäfte, Saloons und Restaurants, eine Schule und eine Chinatown. 1904 schlossen die ersten zwei Bergwerke in der Gegend. Bis 1911 wurden auch die übrigen Minen stillgelegt, die Siedlung wurde zur Geisterstadt.
Seit 1960 wird Custer vom Challis National Forest mitverwaltet und als Freilichtmuseum erhalten. Freiwillige, die Forstverwaltung und das Idaho Department of Parks and Recreation haben mehrere historische Gebäude restauriert. Custer gehört zur Land of the Yankee Fork Historic Area.